# 瓦爾卡瓦市鎮
瓦爾卡瓦市鎮，曾是拉脫維亞的一個市鎮，設立於2002年，位於該國東南部。人口2412人，面積288.9平方公里，人口密度約8.3人/km2。
2021年7月1日，瓦爾卡瓦市鎮与其它市镇一起合并至普雷利市鎮。

## 外部連結
- 普雷利市鎮官方網站 （页面存档备份，存于） （拉脱维亚文） （英文） （俄文）